# چک ۲۸۸ جی‌بی
چک ۲۸۸ جی‌بی (به انگلیسی: Chak 288 JB) یک روستا و روستا در پاکستان است که در پنجاب واقع شده‌است.